# 穂高あゆみ
穂高 あゆみ（ほだか あゆみ、1974年3月23日 - ）は、日本の元キャンペーンガール、元女優。本名は倉林 あゆみ。旧芸名は麻生 あゆみ（）。
埼玉県出身。血液型はB型。趣味・特技はテニス、スキー、ピアノ、折り紙。

## 来歴
1994年、'94年旭化成水着キャンペーンガールに選ばれる。
1995年、京浜急行キャンペーンガールも務めながら『超力戦隊オーレンジャー』の女戦士・二条樹里／オーイエロー役で出演。
現在は芸能界を引退し、1男1女の母親になっている。
長い間、公の場に姿を見せていなかったが、2015年7月5日、『オーレンジャー』で共演した宍戸マサル主催の同窓会に参加している。
2025年8月3日、東京都千代田区の一ツ橋ホールにて行われた『超力戦隊オーレンジャー』放送開始30周年記念「オレたち、永遠のオーレンジャー！」イベントに、宍戸マサル、正岡邦夫、合田雅吏、さとう珠緒、山口将司、宮内洋、速水けんたろう、関智一、竹本昇監督と共に出席した。

## 『オーレンジャー』に関するエピソード
オーディションでは、初めての芝居で戸惑いもあったが、日増しに絶対残りたいという気持ちが芽生え、最終オーディションでは緊張から涙が出るほどやりたいという気持ちが強くなっていたという。幼少時に『電子戦隊デンジマン』を観ていた記憶があったことから、ヒーロー番組は子どもへ深い印象を与えられるというイメージを持っていた。また、大学では幼児教育を選考していたこともあり、子どもから絶大な支持を受けている番組のオーディションに合格できたら光栄だろうなと思いオーディションに臨んだとも語る。
旭化成水着キャンペーンガールを務めていた経験から、作中で水着姿となることに抵抗はなかった。水着姿でのアクションを披露した第23話の撮影では、藪の中で生傷が絶えず、前転したところ落ちていた栗に気づかず背中に棘が刺さり大騒ぎになったという。麻生（穂高）は、スタッフがとても気を使ってくれたことに感激したと述懐している。
『オーレンジャー』への出演を誇りに思っており、印象に残る同作スタッフとして、小笠原猛やいのくままさおの名前をインタビューで挙げた。ほかには、オーイエローのスーツアクターである中川清人から受身や諸々の指導を受けたという。また、ファンレターのほとんどは女性からのものであり、同性から好かれるのは光栄であったと述べている。
共演した丸尾桃（オーピンク）役のさとう珠緒は、当時キャンペーンガールも兼任していた麻生は多忙のため常に疲れており、共演者の宍戸マサルが励ましていたと証言している。さとう自身も撮影中から麻生と仲が良かったが、プライベートでゆっくり付き合うようになったのは番組終了から数年後であったと述べている。
2025年8月3日、東京都千代田区の一ツ橋ホールで行われた「超力戦隊オーレンジャー」の放送開始30周年記念イベントにて、「まさかこの場に立てるとは思っていませんでした」と涙ぐみ、「皆さんに30年も愛していただいてる『オーレンジャー』に出演できたことを、今も誇りに思っています。これからも『オーレンジャー』愛してください」とコメントした。

## 出演

### テレビ
- オトコの居場所（1994年、TBS）
- なるほど!ザ・ワールド（1994年、フジテレビ・旭化成水着キャンペーンガール任務期間にアシスタントとして出演）
- 超力戦隊オーレンジャー（1995年、テレビ朝日） - 二条樹里 / オーイエロー 役
- 週刊スタミナ天国
- OH!エルくらぶ
- トミーズのきばらなアカン!
- おしゃべりトマト（1995年、TVKテレビ・京浜急行キャンペーンガールとして月1回コーナー出演）

### 映画
- 超力戦隊オーレンジャー（1995年、東映） - 二条樹里 / オーイエロー 役

### オリジナルビデオ
- スーパー戦隊シリーズ
  - 超力戦隊オーレンジャー スーパービデオ 隊員手帳（1995年、講談社） - 二条樹里 役
  - 超力戦隊オーレンジャー スーパービデオ オーレ!超力情報局（1995年、講談社） - 二条樹里 役
  - 超力戦隊オーレンジャー オーレVSカクレンジャー（1996年、東映ビデオ） - 二条樹里 / オーイエロー 役
  - 激走戦隊カーレンジャーVSオーレンジャー（1997年、東映ビデオ） - 二条樹里 / オーイエロー 役